# Denis Novoseltsev
Denis Novoseltsev (19 de septiembre de 2003) es un deportista de Rusia que compite en atletismo. Ganó una medalla de plata en el Campeonato Mundial de Atletismo Sub-20 de 2021, en la prueba de 400 m vallas.